# Eristalis cerealis
Eristalis cerealis  (лат.) — вид мух-журчалок из подсемейства Eristalinae.

## Распространение
Распространён в Хабаровской и Амурской областях, в Приморском крае, на Сахалине и южных Курильских островах, а также в Японии, Корее, Китае и в Ориентальной области.

## Описание
Журчалка длиной 11—12 мм. Щиток частично в чёрных волосках. Стерноплевры матовые. Среднеспинка с парой хорошо заметных поперечных полос из серой пыльцы.